# Вальдербах
Вальдербах (нім. Walderbach) — громада в Німеччині, розташована в землі Баварія. Підпорядковується адміністративному округу Верхній Пфальц. Входить до складу району Кам. Центр об'єднання громад Вальдербах.
Площа — 27,08 км2. Населення становить 2294 ос. (станом на 31 грудня 2020).